# 和弘食品
和弘食品株式会社（わこうしょくひん）は、北海道小樽市に本社を置く調味料製造会社である。主力はたれ、スープ、ブイヨン等の調味用うま味素材で、多くは業務用として大手食品メーカー、外食産業、コンビニチェーン等への製造・販売を手がける。日清オイリオグループの関連会社。

## 沿革
- 1964年3月 - 和弘食品株式会社設立。
- 1970年5月 - 社名を北海道和弘食品株式会社に変更。
- 1988年8月 - 社名を和弘食品株式会社に変更。
- 1989年11月30日 - 株式を店頭公開（後のジャスダック）。
- 2022年6月17日 - 札幌証券取引所へ上場。

## 所在地
- 本社 - 北海道小樽市
- 関東工場 - 茨城県坂東市
- 北海道工場 - 北海道小樽市
- 北海道第二工場 - 北海道紋別郡湧別町